# Perdido por perdido
Perdido por perdido és una pel·lícula argentina de suspens de 1993 dirigida per Alberto Lecchi i protagonitzada per Ricardo Darín, Enrique Pinti, Carolina Papaleo, Jorge Schubert i Ana María Picchio. Va ser escrita per Lecchi i Daniel Romañach. El film va ser rodat a Buenos Aires i Rio de Janeiro (Brasil), i es va estrenar el 29 de juliol de 1993.

## Argument
Ernesto Vidal passa per un mal moment: els seus ingressos com a viatjant de comerç més això de la seva companya Verónica com a professora de gimnàstica són inferiors a les seves despeses, principalment per les quotes de la hipoteca que va prendre per a comprar el seu departament, i a això es va sumar l'advertiment del seu cap que a causa de la situació econòmica perilla el seu ús. Quan concorre a la financera que li va donar el préstec, no li ofereixen en principi, cap solució per a les seves quotes endarrerides, però finalment el gerent Octavio del Buono, personificat per Fernando Siro, demanant-li absoluta reserva li dona el nom de qui pot aportar-li una solució.
Es troben en un bar i Carlos Pieroti li fa la seva proposició: Ernesto li lliura el seu cotxe i després el denuncia com robat, Pieroti li dona els diners necessaris per les quotes i Ernesto li lliurarà el total que cobri de l'assegurança (que és més que el que va rebre); a contracor i sense dir-li a la seva companya accepta perquè no veu una altra sortida. Quan l'assegurança rep el reclam, el passa perquè el revisi el seu assessor Gerardo Matesutti –encarnat per Enrique Pinti- un expolicia que degué retirar-se per haver quedat rengo en un tiroteig. Per accident Matesutti veu a Pieroti visitant a Ernesto i pel cotxe que condueix el connecta amb la financera pel que, amb ajuda de la seva promesa Clara hi entra de nit i pren dades de la computadora. Esbrina que la constructora es dedica a apoderar-se mitjançant maniobres il·legals de terrenys sobre els quals edifica departaments que després ven amb préstecs usuraris de la financera i quan algú no pot pagar apareix Pieroti; tots integren el poderós grup Arregui conduït per una persona amb aspiracions polítiques.
Matesutti grava les dades en un disquet que deixa en poder de Clara i cita a Ernesto. Li diu que informarà l'asseguradora com malgrat la seva precària situació econòmica havia pagat el seu deute en la financera l'endemà del suposat robatori i amb aquest informe no li pagaran; no obstant això té una proposició: Ernesto ha de portar una carpeta amb les dades, demanar tractar només amb Arregui i, sense dir res sobre el paper de Matesutti exigir-li paguin 500.000 dòlars –que després repartirien per meitats- a canvi del disquet les dades del qual donarien per terra amb el seu futur polític en cas de difondre's. Ernesto ho fa i Arregui, que és una dona accepta pagar-li però demana l'ajuda d'un policia corrupte. Aquest tracta, sense resultat, de trobar el disquet i en la seva cerca mata Matesutti i a del Buono. Una vegada fixat el lloc de l'intercanvi el policia arma un parany però Ernesto l'eludeix i decideix posar les dades en mans de la premsa. Després de parlar amb Clara, qui decideix no acompanyar-los en la seva fugida, Ernesto escapa al Brasil amb la seva companya, per així començar una nova vida (utilitzant nous noms) amb ajuda dels diners cobrats.

## Crítica
Els crítics Elena Goity i David Oubiña opinen que:
| « | “la pel·lícula se sustenta en els jocs d'enginy (Matesutti és fanàtic de les paraules creuades) i en un relat intel·ligent (com la inesperada fugida pels embornals) ... Igual que Verónica, que juga als detectius, el film juga al policial. És difícil trobar en el policial argentí -excessivament tributari d'un naturalisme referencial- aquest gust pel joc amb els codis genèrics. En la narrativa de Dashiell Hammett, font ineludible del cinema negre, el que es revela com a real és l'activitat creadora, l'enunciació, l'enunciat, en canvi, comença i acaba amb una història enfront d'una primer interpretació dels fets sempre és possible proposar una segona….Al film, com en l'estafa, es tracta d'armar un mecanisme d'encastament perfecte. I, si bé Matesutti resultarà mort, el matrimoni Vidal aconsegueix fugir al Brasil amb els diners…."Vostè em cau bé Vidal, des de la primera vegada que ho vaig veure, vaig saber que era un tipus honest", diu Matesutti mentre li proposa un xantatge. És l'òptica del món a l'inrevés, on els honestos roben a empresaris suposadament respectables, que són els veritables lladres. En general aquests films… intenten rescatar l'ètica d'uns certs delinqüents desprotegits davant els explotadors, les actituds d'aquests improvisats criminals apareix apareixen justificades en la idea que el món és injust…El món es divideix en guanyadors i perdedors, tal com el distribueix la corrupta propietària de la financera a qui els petits herois de Perdido por perdido planegen estafar. Però per a franquejar aquest límit no fa falta més que un pas, l'ocasió fa al lladre. De fet, els perdedors intenten primer subsistir honradament; només recorren a les temptacions de la il·legalitat com a últim recurs i, gairebé es diria, portats per la circumstància.” | » |

Marcelo Zapata a Ámbito Financiero va opinar que es tractava de “Un cinema negre porteny que feliçment no porta estampada la marca de la imitació americana. No hi ha curses de cotxes, ni més bales que les justes malgrat l'ambient de profunda sordidesa””, mentre que Fernando López al diari La Nación considerava “El bon ofici de Lecchi, el seu exacte maneig del temps narratiu i la seva fluïdesa (...) dissimulen en bona part algunes ingenuïtats del llibret i una certa falta de vigor que s'adverteix sobretot en el dibuix psicològic d'alguns personatges” i per a Manrupe i Portela es tractava d'un "policial d'entreteniment que dins del convencional i arbitrari aconsegueix mantenir l'interès, fins al final bastant poc creïble.

## Repartiment
- Ricardo Darín	... 	Ernesto Vidal
- Enrique Pinti	... 	Gerardo Matesutti
- Carolina Papaleo	... 	Verónica
- Jorge Schubert	... 	Carlos Pieroti
- Ana María Picchio	... 	Clara
- Fernando Siro	... 	Octavio Del Buono
- Alberto Segado	... 	Comisario Garcés
- Julia von Grolman	... 	Arregui
- Walter Santa Ana	... 	Don Javier Mierces
- José María López	... 	Sanders
- Alberto Busaid	... 	Guardia de la Financiera
- Cristina Fridman	... 	Carmen
- Theodore McNabney	... 	Empresario (com Teo McNabey)
- Marcos Woinsky	 ... 	Periodista
- Enrique Latorre

## Premios
- Premi Millor Edició al Festival Internacional del Nou Cinema Llatinoamericà de l'Havana, Cuba
- Premi al Millor Actor atorgat a Enrique Pinti per la Revista Sense Corts, 1994.
- Premi Millor Actor de Repartiment atorgat a Enrique Pinti en el Festival Internacional del Nou Cinema Llatinoamericà de l'Havana, Cuba.
- Condor de Plata Millor Actor de Repartiment atorgat a Enrique Pinti per l'Associació de Cronistes Cinematogràfics de l'Argentina.
- Premi ARGENTORES a la millor producció cinematogràfica 1993.